# Kaljo Raid
Kaljo Raid (4. marts 1921 i Tallinn, Estland - 21. januar 2005 i Ontario, Canada) var en estisk komponist, cellist og præst. 
Raid studerede på Musikkonservatoriet i Tallinn, hos Heino Eller. Studerede teologi i Stockholm (1945-1946), dernæst i Massachusetts (1946-1949). Han tog privat undervisning i komposition hos Jacques Ibert og Darius Milhaud.
Raid har skrevet 4 symfonier, opera, kammermusik, orkesterværker, vokalværker og solostykker for mange instrumenter.
Hans første symfoni (1944) hører til de vigtige værker i estisk musik.

## Udvalgte værker
- Symfoni nr. 1 (1944) - for orkester
- Symfoni nr. 2 "Stockholm" (1946) - for orkester
- Symfoni nr. 3 "Traditionel" (1995) - for orkester
- Symfoni nr. 4 "Postmoderne" (1997) - for orkester